# اوبروبی
اوبروبی (به چکی: Obruby) یک منطقهٔ مسکونی در جمهوری چک است که در ناحیه ملادا بولسلاو واقع شده‌است.